# André Carson
André Carson, född 16 oktober 1974 i Indianapolis, Indiana, är en amerikansk demokratisk politiker. Han är den andra muslimska kongressledamoten i USA:s historia efter Keith Ellison som tillträdde 2007.
Han representerar Indianas 7:e distrikt i USA:s representanthus sedan han vann ett fyllnadsval i mars 2008. Genom segern efterträdde han sin farmor Julia Carson som representant för detta distrikt i Representanthuset.
Han avlade sin grundexamen vid Concordia University Wisconsin och MBA vid Indiana Wesleyan University. Carson, hustrun Mariama och dottern Salimah bor i stadsdelen Fall Creek Place i Indianapolis.